# Unión Roja
Unión Roja es una localidad del estado mexicano de Chiapas. Es parte del municipio de Cacahoatán.

## Demografía
| Gráfica de evolución demográfica |
|                                  |

| Censo | Población |
| ----- | --------- |
| 1940  | 432       |
| 1950  | 622       |
| 1960  | 700       |
| 1970  | 798       |
| 1980  | 1 148     |
| 1990  | 1 559     |
| 2000  | 1 623     |
| 2010  | 1 829     |
| 2020  | 2 102     |